# Daniela Torrealba
María Daniela Torrealba Pacheco (sinh ngày 8 tháng 8 năm 1989 tại San Cristóbal, Táchira, Venezuela) là Hoa hậu Trái Đất Venezuela 2008. Cô đại diện cho đất nước Venezuela trong cuộc thi sắc đẹp Hoa hậu Trái Đất 2008 được tổ chức tại thành phố Angeles, Pampanga (Philippines) vào ngày 9 tháng 11 năm 2008 và lọt vào Top 8 chung cuộc. Cô cũng giành giải Trang phục dạ hội đẹp nhất (Best in Long Gown).
Cô đại diện cho bang Trujillo trong cuộc thi Hoa hậu Venezuela 2006. Torrealba nghiên cứu tâm lý học tại Đại học Metropolitan ở Caracas.

## Hoa hậu Trái Đất 2008
Trong phần thi cuối cùng của cuộc thi sắc đẹp quốc tế Hoa hậu Trái Đất 2008, Torrealba đã được công bố là một trong 16 thí sinh vào Bán kết, những người sẽ tiến đến để cạnh tranh cho danh hiệu. Cô đạt được một trong những điểm số cao nhất trong cuộc thi áo tắm cho phần trình diễn trên sân khấu của mình, qua đó nâng vị thế của cô là một trong tám thí sinh vào vòng Chung kết để tham gia phần thi Trang phục dạ hội. Cô kết thúc với tư cách là một trong 8 thí sinh lọt vào chung kết Hoa hậu Trái Đất.  Cuộc thi Hoa hậu Trái Đất được tổ chức vào ngày 9 tháng 11 năm 2008 tại nhà hát Clark Expo Amphitheatre ở Angeles City, Pampanga, Philippines. 85 thí sinh trình diễn vào ngày 9 tháng 11 năm 2008 tại Philippines. Cuộc thi được phát sóng trực tiếp thông qua ABS-CBN ở Philippines và nhiều nước trên thế giới thông qua STAR World, The Filipino Channel và các mạng đối tác khác.